# West Haven (Utah)
West Haven – miasto w Stanach Zjednoczonych, w stanie Utah, w hrabstwie Weber.